# Tawfik Bentayeb
Tawfik Bentayeb (en arabe : توفيق بن الطيب), né le 14 janvier 2002 à Casablanca (Maroc), est un footballeur marocain jouant au poste d'attaquant à Rodez AF.

## Biographie

### En club
Natif de Casablanca, Bentayeb est formé à l'Académie Mohammed VI de football. 
Durant le mercato hivernal de 2021-2022, il signe un contrat de trois saisons à l'US Touarga, club en passe de monter en Botola Pro.
Le 2 septembre 2022, il dispute en tant que titulaire son premier match professionnel contre le DH El Jadida (défaite, 1-0). Le 29 janvier 2023, il inscrit son premier but et doublé contre le même adversaire et offre ainsi la victoire à son équipe (2-1). Il termine sa première saison professionnelle à la huitième place du classement du championnat.
Lors de la saison 2023-2024, il inscrit son premier but le 20 septembre 2023 contre la RS Berkane (défaite, 1-3),. Onze jours plus tard, il marque également contre l'Ittihad de Tanger (match nul, 2-2).
Il est prêté au Rodez AF, évoluant en Ligue 2, le 22 août 2024 pour la saison à venir. Le club doit alors renouveler son secteur offensif suite aux départs de Killian Corredor, Andréas Hountondji ou de Taïryk Arconte. Il débloque rapidement son compteur buts, dès sa deuxième rencontre avec le RAF, face à Guingamp (4e journée, défaite 2-1). Il se révèle sous les ordres de Didier Santini, trouvant le chemin des filets à 10 reprises en championnat pour sa première saison en Europe, apparaissant à 29 reprises, dont 14 titularisations. 

### En sélection
Tawfik Bentayeb reçoit plusieurs sélections avec les équipes jeunes du Maroc.
Le 20 août 2018, à l'occasion des qualifications à la CAN 2019 U17, il inscrit un doublé contre l'Algérie -17 ans au Stade olympique de Sousse (victoire, 2-5),.
En mars 2019, il dispute un tournoi amical en Turquie sous la houlette de Jamal Sellami, résultant trois matchs en trois victoires, notamment contre la Biélorussie -17 ans (victoire, 1-0), l'Ouganda -17 ans (victoire, 4-1) et du Cameroun -17 ans (victoire, 2-1, dont un but inscrit).
Un an plus tard, en avril 2019, il est sélectionné pour prendre part à la Coupe d'Afrique des nations des moins de 17 ans en Tanzanie. Malgré l'élimination au premier tour, il est l'unique buteur marocain, deux fois : un but contre le Sénégal -17 ans (match nul, 1-1) et un autre contre le Cameroun -17 ans (défaite, 2-1).
En février 2021, il est sélectionné par Zakaria Aboub pour prendre part à la Coupe d'Afrique des nations des moins de 20 ans en Mauritanie. Victorieux contre la Gambie -20 ans (0-1) et auteur d'un match nul 0-0 contre le Ghana -20 ans, il délivre une passe décisive lors du troisième match contre la Tanzanie -20 ans sur un but inscrit par Mohamed Amine Essahel (victoire, 0-3). En quarts de finale, les Lionceaux de l'Atlas sont éliminés par la Tunisie -20 ans après une défaite aux tirs au but.
En novembre 2023, il reçoit ses premières sélections avec le Maroc olympique sous la houlette d'Issame Charaï, à l'occasion de matchs amicaux contre les États-Unis olympique et le Danemark espoirs.

### Statistiques détaillées
| Saison                | Club                  | Championnat           | Championnat | Championnat | Championnat | Coupe(s) nationale(s) | Coupe(s) nationale(s) | Coupe(s) nationale(s) | Compétition(s) continentale(s) | Compétition(s) continentale(s) | Compétition(s) continentale(s) | Compétition(s) continentale(s) | Maroc | Maroc | Maroc | Total | Total | Total |
| Saison                | Club                  | Division              | M.          | B.          | P.d.        | M.                    | B.                    | P.d.                  | Comp.                          | M.                             | B.                             | P.d.                           | M.    | B.    | P.d.  | M.    | B.    | P.d.  |
| 2022-2023             | US Touarga            | Botola Pro            | 19          | 5           | 1           | -                     | -                     | -                     | -                              | -                              | -                              | -                              | -     | -     | -     | 19    | 5     | 1     |
| 2023-2024             | US Touarga            | Botola Pro            | 18          | 7           | 1           | -                     | -                     | -                     | -                              | -                              | -                              | -                              | -     | -     | -     | 18    | 7     | 1     |
| Total sur la carrière | Total sur la carrière | Total sur la carrière | 37          | 12          | 2           | -                     | -                     | -                     | -                              | -                              | -                              | -                              | 0     | 0     | 0     | 37    | 12    | 2     |

### En sélection marocaine
Le tableau suivant liste les rencontres de l'équipe du Maroc U23 des catégories des jeunes dans lesquelles Tawfik Bentayeb a été sélectionné depuis le 16 novembre 2023.
| Catégorie | Date             | Lieu   | Adversaire | Résultat | Minutes | Compétition  | Buts | Passes | Capitaine | Club       |
| --------- | ---------------- | ------ | ---------- | -------- | ------- | ------------ | ---- | ------ | --------- | ---------- |
| Maroc U23 | 16 novembre 2023 | Murcie | Danemark   | 0 – 3    | 4 min   | Match amical | 0    | 0      | Non       | US Touarga |
| Maroc U23 | 21 novembre 2023 | Murcie | États-Unis | 1 – 0    | 14 min  | Match amical | 0    | 0      | Non       | US Touarga |

## Palmarès

### En club
US Touarga :
- Botola Pro 2 :
  - Vice-champion : 2022